# Twuiver

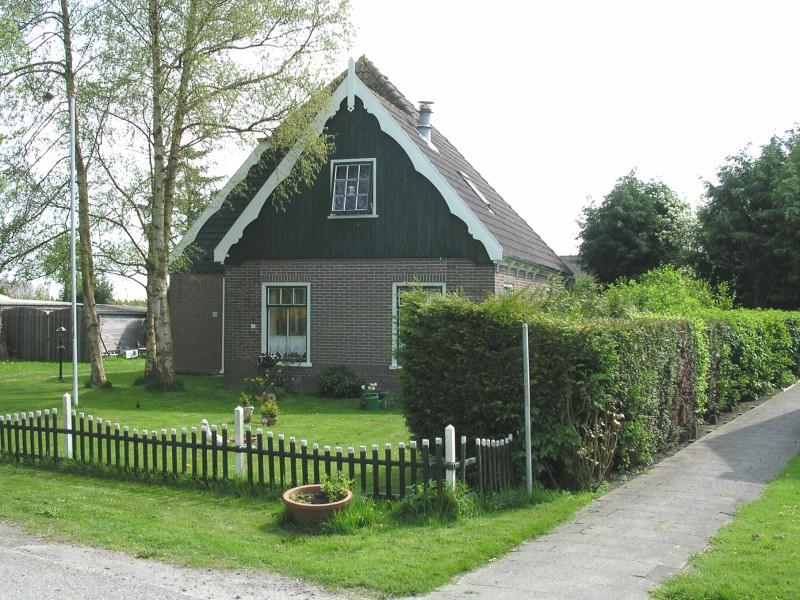
Een van de huizen in Twuiver.

Twuiver is een 'voormalige' buurtschap in de gemeente Drechterland, in de Nederlandse provincie Noord-Holland. Voor 1 januari 2006 behoorde de buurtschap bij de gemeente Venhuizen. Twuiver wordt ook wel zoals de straatnaam genoemd,  ’t Wuiver, wat ook de meest gebruikte Westfriese benaming is.
Twuiver is van oorsprong een losse buurtschap van Wijdenes. Maar in de loop van de twintigste eeuw werd het een duidelijk onderdeel van dat dorp. Van de oorspronkelijke buurtschap is anno 2006 ook weinig over. Ook de duiding verdween daarmee naar de achtergrond en daarom spreekt men nauwelijks meer van een buurtschap. Maar de gemeente waar het onder valt besloot wel om de naam in ere te houden en is het de bedoeling dat het wijkje wordt. Daarmee blijft de naam buiten de straatnaam zelf wel verbonden als van buurt, al is wel het gevolg dat de buurt nog meer onderdeel zal zijn van het dorp Wijdenes dan het al geval is.
De aansluitende doodlopende zijweg van de straat 't Wuiver wordt aangeduid als de Molentjes.